# NGC 7318
NGC 7318 (conegudes també com a UGC 12099/UGC 12100 o HCG 92d/b) són dues galàxies NGC 7318B i NGC 7318A, col·lisionants a uns 300 milions anys llum a la Constel·lació del Pegàs. Són membres dels famós Quintet d'Stephan.
El Spitzer Space Telescope va revelar la presència d'una enorme ona intergalàctica, mostrada pel seu gran arc verd (a la imatge a la dreta) produït per una galàxia que va caure a milions de quilòmetres per hora i va xocar contra una altra. Quan NGC 7318B va col·lidir contra NGC 7318A, es van desprendre gas i àtoms d'hidrogen van ser escalfats produint la lluentor verda. L'estructura molecular de l'hidrogen vist allà és una de les més turbulents mai vistes. Aquest fenomen va ser descobert per un equip internacional de científics de l' Institut Max Planck per la física nuclear (MPIK) a Heidelberg. Un fet notable és que aquesta col·lisió pot ajudar a tenir una visió de què va passar a l'univers 10 bilions d'anys enrere quan va ser format.